# Julija Drunina
Julija Władimirowna Drunina (ros. Ю́лия Влади́мировна Дру́нина; ur. 10 maja 1924 w Moskwie, zm. 21 listopada 1991) – radziecka pisarka, poetka. W czasie II wojny światowej, od 1943 do 1944 roku – sanitariuszka w Armii Czerwonej. Odznaczona Orderem Czerwonej Gwiazdy i Medalem „Za Odwagę”. Żona radzieckiego scenarzysty filmowego Aleksieja Kaplera. Popełniła samobójstwo.

## Twórczość
Wiersze:
- Tomiki poetyckie: W sołdatskoj szynieli (1948) oraz Wietier z fronta (1975) – wiersze poświęcone przeżyciom z czasów II wojny światowej
- Tomik Babje leto (1980) – wiersze osnute na motywach poszukiwania piękna, szczęścia, miłości i przyjaźni

Opowieść autobiograficzna:
- S tiech wierszyn (1979)

Źródło: